# Malăk manastir
Malăk manastir (bulgariska: Малък манастир) är ett distrikt i Bulgarien.   Det ligger i kommunen Obsjtina Elchovo och regionen Jambol, i den centrala delen av landet, 260 km öster om huvudstaden Sofia.